# Johannes der Täufer (Ołdrzychowice Kłodzkie)

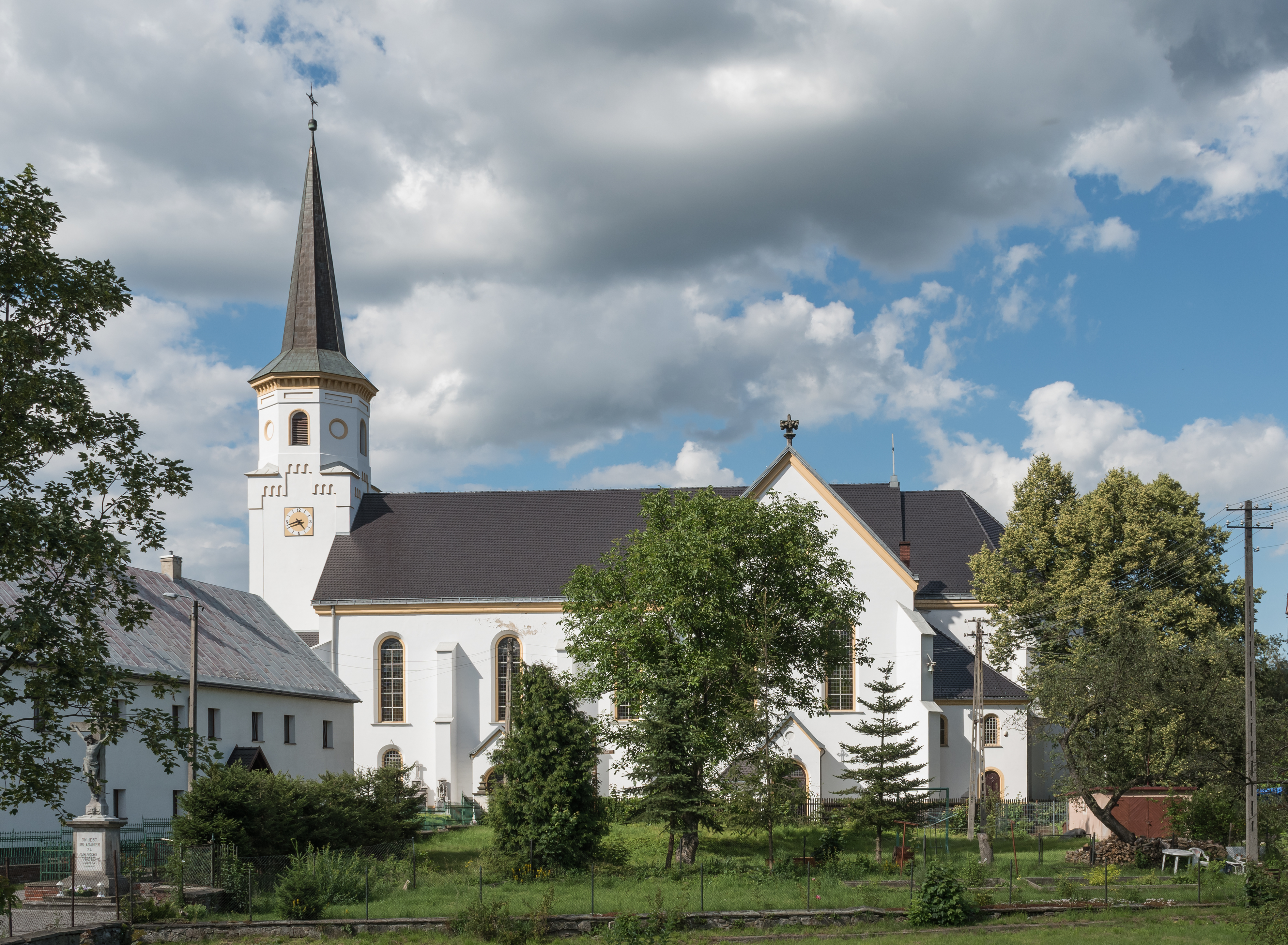
Kirche Johannes der Täufer in Ołdrzychowice Kłodzkie (Ullersdorf)

Johannes der Täufer ist die römisch-katholische Pfarrkirche von Ołdrzychowice Kłodzkie (Ullersdorf) im Powiat Kłodzki der Woiwodschaft Niederschlesien in Polen.

## Geschichte
Die für 1384 nachgewiesene katholische Pfarrkirche mit dem Patrozinium der hl. Katharina gehörte mit der Grafschaft Glatz von Anfang an zum Erzbistum Prag. Zu ihr waren die Dörfer Herrnsdorf, Raumnitz und Petersdorf gepfarrt. Nach der Reformation diente sie bis 1623 als protestantisches Gotteshaus. Patron der Kirche war der Besitzer des Mittelhofs, ab 1663 ein Herr Schenkendorf. 1735 stiftete der Patron ein Altargemälde der hl. Katharina, das von dem Glatzer Barockmaler Johann Franz Hoffmann geschaffen wurde. 1768 bestimmte der Prager Erzbischof Anton Peter Příchovský von Příchovice den hl. Johannes der Täufer zum Patron der Ullersdorfer Kirche. Um 1870 wurde das Kirchengebäude im Stil der Neoromanik neu errichtet.
Pfarrer an der Kirche von Ullersdorf war von 1807 bis 1817 der Geschichts- und Heimatforscher Joseph Kögler.

## Bauwerk
Der verputzte Ziegelbau steht auf dem Grundriss eines Lateinischen Kreuzes und ist mit Strebepfeilern gestützt. Der dreiseitig geschlossene Chor und das Kirchenschiff von fast gleicher Höhe sind von einem gemeinsamen Dach gedeckt. Die Fassaden werden von einem profilierten Gesims gekrönt. Vor der Fassade mit Dreiecksgiebel befindet sich ein viereckiger Turm mit Portal und darüber ein gotischer Wimperg. Der Turmschaft ist mit einem gestuften Arkadenfries abgeschlossen, das Turmobergeschoss ist achteckig. An den Kirchenwänden sind der predigende Johannes und Begegnungen Johannes dem Täufer mit Jesus Christus dargestellt. Die Kirchenausstattung ist neubarock.

## Mausoleum
Das Mausoleum der Familie von Magnis wurde 1889 neben der Kirche über der Familiengruft errichtet. Am Portal befinden sich Engelsfiguren mit architektonischen Details aus Gusseisen. Die reiche Innenausstattung (u. a. Muttergottes mit Kind) ist weitgehend aus Carraramarmor.